# Jürgen Weil
Jürgen Wolfgang Weil, kurz Jürgen W. Weil (* 12. Juli 1939 in Klosterneuburg; † 27. Mai 2020 in Wien) war ein österreichischer Physiker und Schriftsteller.

## Leben
Jürgen Weil maturierte 1957 am Humanistischen Gymnasium Klosterneuburg. Danach studierte er Physik, Mathematik und Orientalistik an der Universität Wien und wurde 1964 bei Walter Thirring (Dissertationsthema: Die Elektron-Phonon-Wechselwirkung) zum Dr. phil. promoviert. Nach der Ableistung des Präsenzdienstes 1965 war er in den Jahren 1965–1967 Assistent am Institut für Theoretische Physik der Universität Innsbruck und danach 1967 bis 1999 Beamter der Internationalen Atomenergie-Organisation. Seit 1968 bis zuletzt war er Lektor für Klassisches Arabisch an der Universität Wien. Daneben war er 1968 bis 1972 Lehrbeauftragter für Arabisch an der Diplomatischen Akademie Wien und für Russisch für Naturwissenschaftler an der Universität Wien. Weil betrieb lebenslang Sprachstudien mannigfacher Art, übte schriftstellerische Tätigkeiten und Übersetzungstätigkeit aus und war Mitglied des P.E.N.-Clubs. In den letzten Lebensjahren wandte er sich den finnougrischen Sprachen zu (Schwerpunkt: Finnisch, Marisch). Er war seit 1967 mit der Architektin Eva Weil verheiratet und war Bruder der Schriftstellerin Johanna Sibera.
Jürgen Weil wurde im Juni 2020 auf dem Gersthofer Friedhof bestattet.

## Schriften
- Fridolin und die Bombe oder wie der Astrophysiker Orel lernte, das Leben zu lieben oder Aufzeichnungen eines (fast) Unbekannten. Roman. Edition Atelier 1987. ISBN 3-7008-0345-1.
- Leidenfrost und Anderes. Edition Atelier, Wien 1990, ISBN 978-3-900379-55-1
- Wein und Dichtung. Ausgewählte Streiflichter. Mit Aquarellen und Collagen von Arnulf Neuwirth. Radschin-Verlag, Kautzen 1993. ISBN 3-900512-29-9.
- Lieder eines im Gebüsch Sitzenden. Verlag Berger, Horn 1993. ISBN 978-3-85028-227-7.
- Ihr Lächeln, hohes Gericht. Verlag Berger, Horn 1996. ISBN 978-3-85028-267-3.
- Endspiel. Ein Sommer Divertimento. Verlag Berger, Horn 2002. ISBN 978-3-85028-356-4.
- Kirche, Kunst und Kriminal. Verlag Berger, Horn 2007. ISBN 978-3-85028-416-5.
- Ihr naht Euch wieder.... Bilder froher Tage. Verlag Berger, Horn 2007. ISBN 978-3-85028-459-2.
- Fennomania. Verlag Berger, Horn 2010. ISBN 978-3-85028-492-9.
- Schüttelreime. Verlag Berger, Horn 2011. ISBN 978-3-85028-519-3.
- Mitternachtssonne. Verlag Berger, Horn 2012. ISBN 978-3-85028-561-2.
- Rundgänge. Verlag Berger, Horn 2013. ISBN 978-3-85028-604-6.
- Spiegelungen. Vier Facetten. Verlag Berger, Horn 2017. ISBN 978-3-85028-788-3.
- Pseudo-Haikus. Verlag Berger, Horn 2017. ISBN 978-3-85028-838-5.